# Agathe Uwilingiyimana
Ne doit pas être confondu avec Agathe Habyarimana.
Agathe Uwilingiyimana, née le 23 mai 1953 à Nyaruhengeri et morte assassinée le 7 avril 1994 à Kigali, est une femme politique rwandaise, Première ministre du Rwanda du 18 juillet 1993 à sa mort. Son assassinat – le lendemain de l'attentat contre le président Juvénal Habyarimana – fait partie des événements initiaux du génocide des Tutsi au Rwanda. Elle est la première femme Première ministre du Rwanda.

## Biographie

### Jeunesse, formation et vie privée
Agathe Uwilingiyimana est née en 1953 à Nyaruhengeri à environ 140 km au sud-est de Kigali capitale du Rwanda ; ses parents étaient fermiers. Elle grandit à Butare devint professeur de mathématiques. Elle épousa Ignace Barahira, un étudiant de son village, dont elle a cinq enfants. Elle étudie à l'université nationale du Rwanda. À partir de 1985, elle enseigne la chimie à l'école académique de Butare[réf. nécessaire].

### Première ministre du Rwanda
Chef de file des Hutus de l'opposition modérée, Agathe Uwilingiyimana est nommée ministre de l'Éducation nationale en 1992, avant de devenir la première femme rwandaise Première ministre le 18 juillet 1993.
Elle s'opposa à la corruption lors des examens scolaires de 1992. Elle imposa un contrôle policier pendant les épreuves, ce qui eut pour conséquence de diminuer notablement la réussite des jeunes Hutus du Nord du pays, la « région du Président ». Elle fut ensuite agressée quelques semaines plus tard, mais des milliers de Rwandaises bravèrent les menaces des interahamwe pour lui manifester publiquement leur soutien à la fin de l'été 1992,.
La Première ministre Agathe Uwilingiyimana était perçue comme ayant une très haute idée de la citoyenneté qu'elle plaçait au-dessus des différences[réf. nécessaire].

### Assassinat et début du génocide des Tutsi
Hutu modérée, s'opposant parfois publiquement au président de la République[réf. nécessaire], elle est encore Première ministre au moment de l'attentat contre Juvénal Habyarimana, le 6 avril 1994.

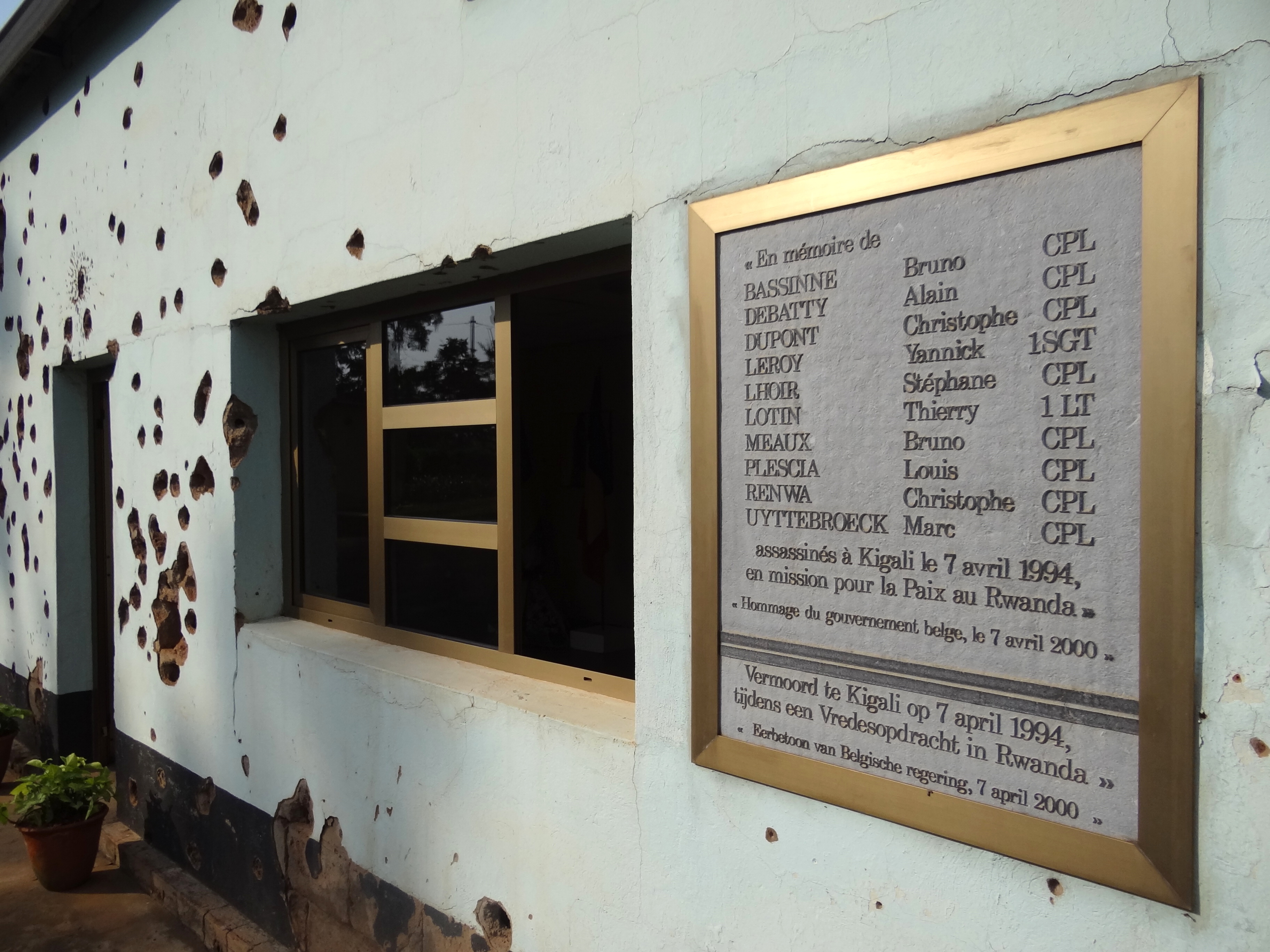
Façade de la caserne de Kigali criblée d’impacts de balle, où dix casques bleus belges furent encerclés par la Garde présidentielle puis exécutés le 7 avril.

Dans la nuit du 6 au 7 avril, l'état-major des FAR et celui de la gendarmerie, menés par le colonel Bagosora, s'affrontent verbalement avec le général Roméo Dallaire, commandant de la MINUAR, et avec Jacques-Roger Booh-Booh, représentant spécial au Rwanda du secrétaire général des Nations unies, qui rappellent l'autorité légale de la Première ministre, l'un des successeurs légaux du président de la République pour prendre le contrôle de la situation. Mais le colonel Bagosora s'oppose avec âpreté à ce que le pouvoir soit accordé à Uwilingiyimana,.  Le général Roméo Dallaire décide de donner une escorte de casques bleus à Agathe Uwilingiyimana pour la protéger et lui permettre de lancer un appel au calme à la radio dès le lendemain matin. Mais le 7 avril au matin, la garde présidentielle investit la radio d'État et Agathe Uwilingiyimana doit annuler son discours. Vers 8 h, le domicile de la Première ministre est cerné par la garde présidentielle. Vers 8 h 30, Agathe Uwilingiyimana tente avec son mari de se réfugier chez un voisin, employé des Nations unies, mais ils sont finalement retrouvés et tous deux assassinés.
Dix des quinze « casques bleus », ceux de nationalité belge, que le général Roméo Dallaire, responsable de la MINUAR, venait de lui envoyer pour assurer sa protection, tombèrent aux mains des assassins. Aucun secours ne leur vint et ils furent abattus dans la journée après s'être défendus sans espoir.
Les enfants de la cheffe du gouvernement ont pu être évacués, dans des circonstances difficiles, en Europe en avril 1994, avec l'aide d'un militaire sénégalais de la MINUAR, Mbaye Diagne.
D'autres responsables modérés, favorables aux accords d'Arusha, sont assassinés le même matin : le président de la Cour constitutionnelle Joseph Kavaruganda, le vice-président du PSD Félicien Ngango et le président du Parti libéral et ministre du Travail Landoald Ndasingwa, tous deux candidats à la présidence de l'assemblée de transition. Faustin Twagiramungu, Premier ministre pressenti par les accords d'Arusha, mis en sûreté par la MINUAR, a la vie sauve.
Cet évènement dramatique marqua le début du génocide des Tutsi du Rwanda, qui dura du 7 avril au 17 juillet 1994.

## Adaptation cinématographique
Le livre J'ai serré la main du diable : la faillite de l'humanité au Rwanda de Roméo Dallaire paru en 2003 a fait également l'objet d'une adaptation au cinéma, le long métrage J'ai serré la main du diable de Roger Spottiswoode, sorti le 28 septembre 2007. Le tournage s'est déroulé en 2006 à Kigali et Montréal. Dans ce film, le rôle d'Agathe Uwilingiyimana dans les derniers jours de son existence est interprété par l'actrice Odile Katesi Gakire.